# Il ventaglio di Lady Windermere
Il ventaglio di Lady Windermere (titolo originale Lady Windermere's Fan) è una commedia in quattro atti di Oscar Wilde scritta nel 1892 e rappresentata per la prima volta il 20 febbraio 1892 al St James's Theatre di Londra.

## Trama
Il dramma si svolge a Londra nell'arco di circa ventiquattr'ore, nel giorno in cui si terrà la festa di compleanno (e di ingresso in società) dell'eponima protagonista, giovane sposa di un Lord inglese.

### Atto I
Il salotto dei Windermere, all'ora del té
Lady Windermere è intenta a prepararsi per la festa, ma è interrotta dalle visite di alcuni amici: il primo è Lord Darlington, un nobiluomo che non nasconde un forte interesse verso Lady Windermere. La donna lo redarguisce a proposito dei continui e sconvenienti apprezzamenti che egli le riserva, e gli mostra il nuovo ventaglio regalatole da suo marito quale simbolo del reciproco amore e fedeltà.
Una volta uscito Darlington, è la volta della Duchessa di Berwick, donna pettegola e snob. Questa insinua in Lady Windermere il dubbio che suo marito possa tradirla con una certa Mrs Erlynne: nonostante si tratti di una poco di buono, l'uomo le farebbe regolarmente visita e le donerebbe ingenti somme di denaro. Il pettegolezzo circolerebbe da tempo nei salotti dell'alta società londinese, ma Lady Windermere ribadisce la totale fiducia in suo marito. Ciononostante, non appena la Duchessa va via, la donna si precipita a controllare il registro bancario di famiglia: all'apparenza nulla sembra fuori posto, ma poco dopo viene ritrovato un secondo registro chiuso da un lucchetto. Lady Windermere lo forza e scopre che in effetti il marito ha versato molto denaro a Mrs Erlynne.
Arriva Lord Windermere, e sua moglie lo affronta. L'uomo non nega di aver fatto affari con Mrs Erlynne, ma la rassicura di non averla mai tradita; tuttavia chiede che la donna sia invitata al ricevimento di compleanno. Di fronte al rifiuto di Lady Windermere, l'uomo scrive di proprio pugno l'invito per Mrs Erlynne; Lady Windermere dichiara allora che, se la sua rivale dovesse presentarsi al ballo, lei farà una scenata. Lord Windermere le dice che, per il suo bene, farebbe meglio a evitarlo. Furiosa, Lady Windermere corre via; rimasto solo, Lord Windermere riflette tra sé e sé sul motivo per cui tiene celata la vera identità di Mrs Erlynne, ossia la necessità di proteggere sua moglie da uno scandalo.

### Atto II
Il salotto dei Windermere, quella sera stessa
Il ballo è iniziato, e il salotto è pieno di ospiti. Lord Windermere cerca di parlare con sua moglie, ma la donna, ancora in collera, fa di tutto per evitarlo. Intanto un amico di Lord Windermere, Lord Augustus "Tuppy" Lorton, lo prende da parte per chiedergli chiarimenti a proposito di Mrs Erlynne, della quale egli è innamorato; l'uomo gli risponde di non essere in alcun modo legato a lei, la quale tra l'altro arriverà presto al ballo; queste parole rassicurano Tuppy, il quale temeva che Mrs Erlynne fosse una poco di buono.
Dopo una serie di tentativi falliti di far pace con sua moglie, Lord Windermere decide di dirle la verità; in quello stesso istante, però, arriva proprio Mrs Erlynne. Confusa e affranta, Lady Windermere si confida con Lord Darlington; anziché aiutarla, l'uomo cerca di trarre vantaggio dalla situazione per sedurla: dopo averle confessato il suo amore, le propone di lasciare suo marito e andare a vivere con lui. Al rifiuto della donna, Darlington le dice allora che il giorno dopo lascerà il paese, per non vederla mai più.
Il ballo giunge al termine e gli ospiti vanno via; nel salutare Lady Windermere, molti si complimentano per aver invitato Mrs Erlynne, che si è rivelata una donna a modo. Dall'altra parte della sala, Mrs Erlynne parla con Lord Windermere della possibilità di sposare Tuppy, chiedendogli del denaro da portare in dote. Vedendo suo marito confabulare con la presunta rivale, Lady Windermere decide di lasciarlo per Darlington; prima di fuggire gli scrive un biglietto, che finisce però nelle mani della stessa Mrs Erlynne: la donna ne rimane scioccata, poiché ella è in effetti la madre di Lady Windermere, creduta morta. Decisa a salvare sua figlia dallo stesso errore che ella commise vent'anni prima, nasconde il biglietto e corre in cerca di Lady Windermere.

### Atto III
La villa di Lord Darlington, poche ore dopo
Lady Windermere arriva da Lord Darlington, ma questi non è ancora rincasato; rimasta sola in casa del suo spasimante, viene presa dal rimorso e decide di tornare da suo marito. In quello stesso istante, tuttavia, viene raggiunta da Mrs Erlynne: la donna si mostra stranamente ansiosa che Lady Windermere torni a casa, cosa che porta quest'ultima a pensare che i due amanti abbiano organizzato un piano per metterla a tacere; alla fine, tuttavia, Mrs Erlynne riesce a convincerla a perdonare suo marito per il bene del loro figlioletto. Le due donne stanno per uscire, ma proprio in quel momento arriva Lord Darlington insieme ad alcuni amici; le due donne sono costrette a nascondersi.
Gli uomini (tra i quali ci sono anche Lord Windermere e Tuppy) discutono di donne, in particolar modo di Mrs Erlynne. Nel pieno della discussione, uno di loro nota il ventaglio che Lady Windermere ha sbadatamente lasciato su un tavolo, e ne desume che appartenga a una donna con cui Darlington si intrattiene, venuta a fargli visita; quando Lord Windermere vede il ventaglio, lo riconosce subito: preso dalla gelosia, chiede a Darlington se lui la tenga nascosta. Darlington, intuendo che la donna potrebbe in effetti aver accettato il suo invito, rifiuta di aiutarlo. Lord Windermere comincia quindi a ispezionare la stanza, ma proprio quando sta per scoprire il nascondiglio di sua moglie Mrs Erlynne ne sbuca fuori. La donna dichiara di aver per sbaglio scambiato il proprio ventaglio con quello di Lady Windermere; mentre gli uomini rimangono scioccati dalla sua presenza, Lady Windermere riesce a fuggire senza essere vista.

### Atto IV
Il salotto dei Windermere, il giorno dopo
Lady Windermere attende suo marito, incerta se dirgli la verità o meno, e temendo che Mrs Erlynne l'abbia tradita. Quando l'uomo entra, tuttavia, le si mostra comprensivo e le propone di lasciare Londra per trasferirsi nella loro tenuta di campagna, dove potranno riappacificarsi e dimenticare l'accaduto. Lady Windermere gli chiede scusa per come si è comportata al ballo, mentre lui la rassicura una volta per tutte circa Mrs Erlynne: gli eventi della sera precedente gli hanno fatto capire che ella sia una donna perfida, con la quale lui non vuol più avere a che fare, e chiede a sua moglie di starne a sua volta alla larga. La stessa Mrs Erlynne arriva per restituire a Lady Windermere il suo ventaglio; a dispetto dell'avvertimento di suo marito, la donna chiede di vederla. Mrs Erlynne le comunica allora di dover partire per l'estero, e le chiede una fotografia di lei e di suo figlio da tenere con sé; Lady Windermere acconsente ed esce per cercarne una.
Rimasti soli, Lord Windermere e Mrs Erlynne ripercorrono la vicenda: la donna aveva lasciato il marito poco dopo la nascita della loro figlia, per stare con un amante che ben presto l'aveva abbandonata, facendola cadere in disgrazia; anni dopo, una volta scoperto che sua figlia aveva sposato un nobiluomo, ella aveva assunto l'identità di Mrs Erlynne e aveva cominciato a ricattarlo minacciandolo di rivelare di essere la madre di sua moglie, cosa che avrebbe potuto causare uno scandalo, in cambio di ingenti somme di denaro che ella aveva usato per riguadagnare il suo status sociale altolocato. Lord Windermere le dice allora di voler dire a sua moglie la verità, ma lei glielo proibisce, minacciandolo ancora una volta di gettare onta su di loro.
Lady Windermere ritorna con la fotografia, e chiede al marito di lasciarla sola con Mrs Erlynne. Questa, in cambio dell'aiuto datole la notte precedente, le chiede di non rivelare mai a Lord Windermere la verità su quanto accaduto e di donarle il ventaglio. Lord Windermere torna, seguito da Tuppy: questo, ancora innamorato di Mrs Erlynne, rimane scioccato nel trovarla lì; ciononostante, accetta di accompagnarla alla sua carrozza. Poco dopo Tuppy ritorna, dichiarando che la donna si era recata da Darlington per aspettare lui: rassicurato, le ha chiesto di sposarlo e di andare a vivere con lui fuori dall'Inghilterra, cosa che Mrs Erlynne ha accettato. Lady Windermere benedice la loro unione dichiarando a Tuppy che la sua futura moglie è una brava donna. La storia ha quindi un lieto fine, nonostante tutti i personaggi continuino a serbare i rispettivi segreti.

## Curiosità
Nel 1891 Oscar Wilde offrì la parte della madre (Mrs Erlynne) a Lillie Langtry, la quale però obiettò che la figlia le appariva troppo adulta per la sua età (39 anni all'epoca). Wilde allora modificò i dialoghi, inserendo una battuta che riprendeva l'osservazione dell'attrice.

## Media
Una produzione audio dell'opera, in lingua inglese, a cura della Recorded Drama Society dell'Università di Cambridge.